# Georges Friedmann
Georges Phillippe Friedmann (13 de maio de 1902 - 15 de novembro de 1977) foi um sociólogo e filósofo francês, conhecido por sua influente obra sobre os efeitos do trabalho industrial sobre os indivíduos e suas críticas sobre a aceitação acrítica das transformações tecnológicas do século XX na Europa e nos Estados Unidos.
Ele foi o terceiro presidente da Associação Internacional de Sociologia, entre os anos 1956 e 1959.